# Certhidea fusca
El pinzón de Darwin gris (Certhidea fusca), también denominado pinzón cantor gris o pinzón reinita gris, es una especie de ave paseriforme de la familia Thraupidae una de las dos pertenecientes al género Certhidea. Es endémico de las islas Galápagos, en Ecuador.

## Distribución y hábitat
Se encuentra en los matorrales y chaparrales secos de las islas más bajas y áridas del archipiélago de Galápagos, diferente del pinzón de Darwin oliváceo (Certhidea olivacea))  que prefiere las elevaciones húmedas de las islas mayores.

## Descripción

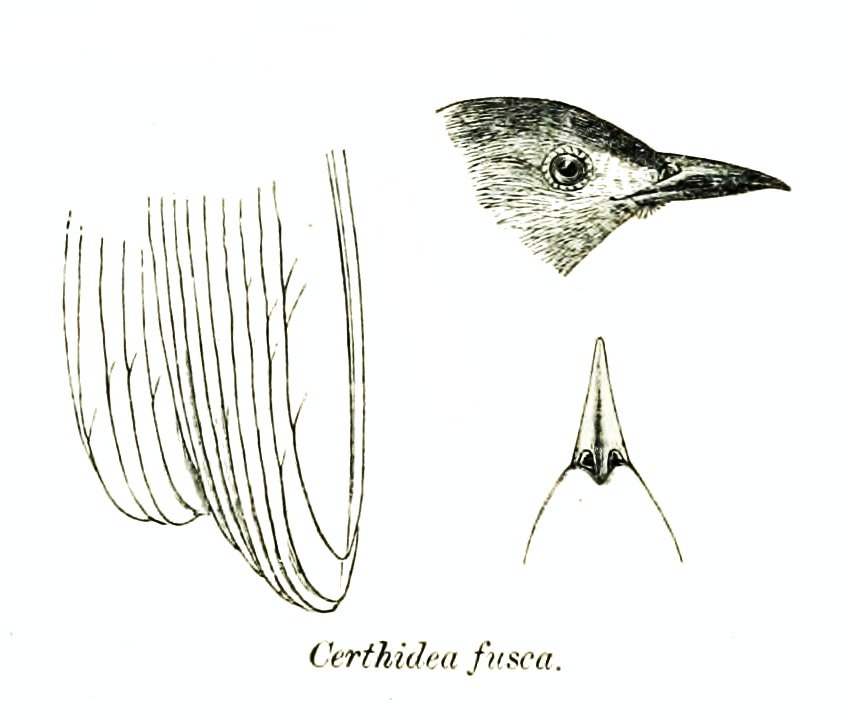
Certhidea fusca, estudio de cabeza y alas, autor desconocido, 1870.

Mide 10 cm de longitud y pesa 8 g. Su pico es fino y pequeño. Es bastante pálido y apagado, mostrando sobre todo un plumaje gris verdoso, sin ninguna otra característica especial.

## Comportamiento
A pesar de la corta distancia que los separa, no es simpátrico con C. olivacea.

### Alimentación
Su pico es tan pequeño que no es adecuado para alimentarse de frutos y semillas, prefiriendo más artrópodos.

### Vocalización
Su canto es un trinado relativamente rápido y en alta escala, repetido lentamente.

## Sistemática

### Descripción original
La especie C. fusca fue descrita por primera vez por los zoólogos británicos Philip Lutley Sclater y Osbert Salvin en 1870 bajo el mismo nombre científico; la localidad tipo es: «Pinta, Islas Galápagos».

### Etimología
El nombre genérico femenino Certhidea es un diminutivo del género Certhia, los agateadores del Viejo Mundo; y el nombre de la especie «fusca» proviene del latín «fuscus» que significa ‘oscuro’, ‘opaco’.

### Taxonomía
El género Certhidea fue monotípico hasta que las conclusiones de las investigaciones de genética molecular de Tonnis et al. (2005), encontraron dos linajes separados, y también, cuando incluyendo individuos de todas las dieciséis poblaciones de las islas de este género, encontraron que las distancias genéticas y geográficas no están correlacionadas, y que la variación genética en una gran área del archipiélago (las pequeñas islas periféricas) es muy pequeña; nuevamente, los datos revelan dos linajes separados. El Comité de Clasificación de Sudamérica (SACC) en 2008, aprobó la Propuesta n.º 367, separando el grupo de subespecies Certhidea fusca de Certhidea olivacea.

### Subespecies
Según las clasificaciones del Congreso Ornitológico Internacional (IOC) y Clements Checklist/eBird v.2019 se reconocen siete subespecies, con su correspondiente distribución geográfica:
- Certhidea fusca becki Rothschild, 1898 – isla Darwin (antes Culpepper) e isla Wolf (antes Wenman).
- Certhidea fusca fusca P. L. Sclater & Salvin, 1870 – isla Pinta (antes Abington) e isla Marchena (antes Bindloe).
- Certhidea fusca mentalis Ridgway, 1894 – isla Genovesa (antes Tower).
- Certhidea fusca bifasciata Ridgway, 1894 –  isla Santa Fe (antes Barrington).
- Certhidea fusca ridgwayi Rothschild & Hartert, 1899 – isla Floreana (antes Charles).
- Certhidea fusca luteola Ridgway, 1894 –  isla San Cristóbal (antes Chatham).
- Certhidea fusca cinerascens Ridgway, 1890 – isla Española (antes Hood).